# أيتوتاكي
أيتوتاكي، هي واحدة من جزر كوك، وتقع على بعد 225  كم شمال غرب راروتونغا. مساحتها الإجمالية 16.8 كيلومتر مربع وعدد السكان فيها 1712 نسمة لسنة 2016. الجزيرة على شكل شبه جزيرة مرجانيا تتكون من جزيرة رئيسية وخمسة عشر من الجزر الصغيرة. ومع ذلك، فإن جيولوجيتها غير عادية بالنسبة للجزيرة المرجانية حيث حافظ الجزء الشمالي منها على القاعدة البركانية القديمة. وبالتالي يمكن أن يرتفع مونغابو ("الجبل بو") إلى 124م. يقع الممر الرئيسي للجزيرة إلى الغرب المواجه لأروتانغا، المدينة الرئيسية، حيث توجد المتاجر الرئيسية والمباني الإدارية. اشتهرت أيتوتاكي بشواطئها الرملية وبحيراتها الفيروزية، وأصبحت إحدى الوجهات السياحية الرئيسية لجزر كوك.

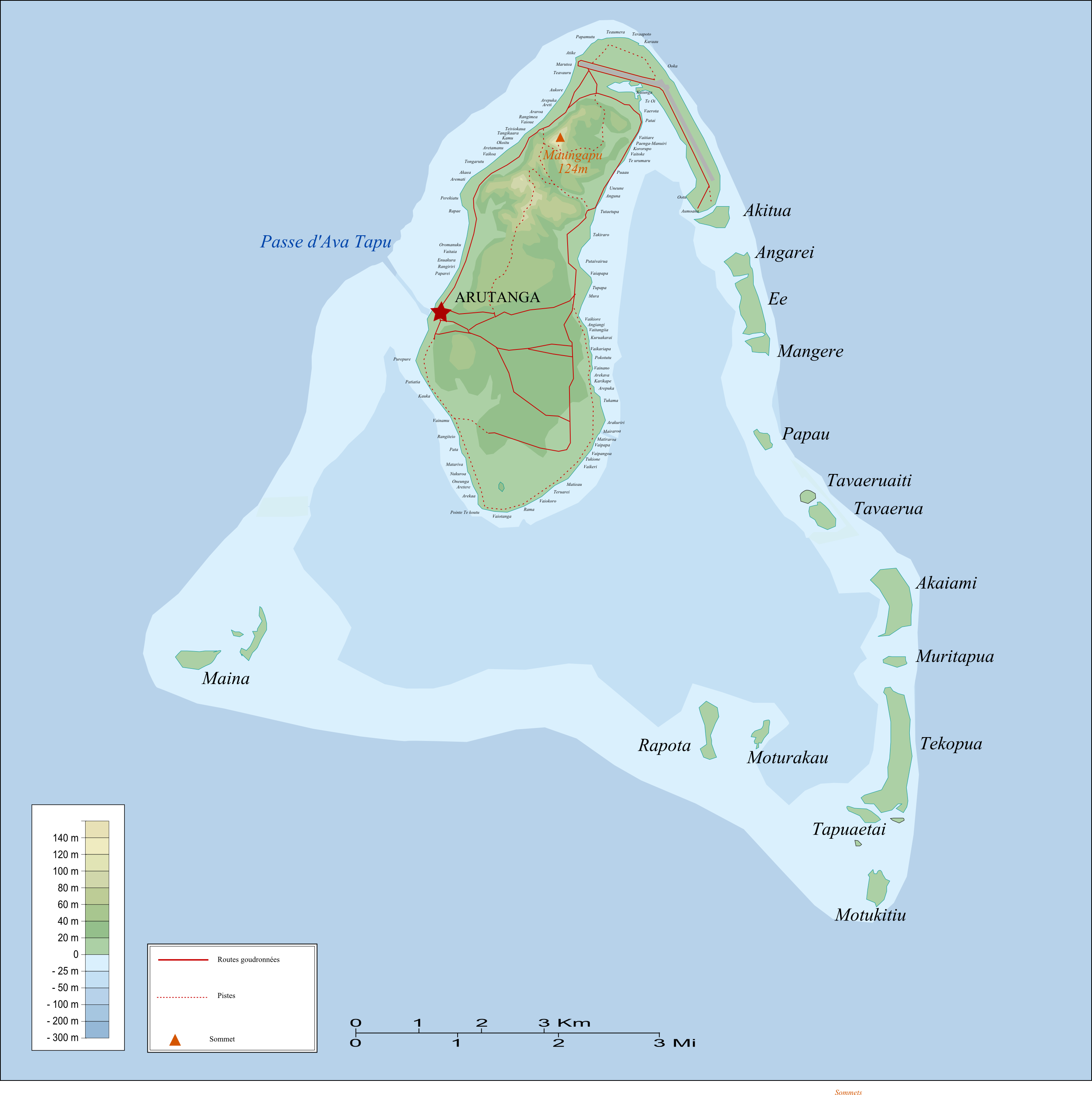
الخريطة الطبوغرافية لأيتوتاكي

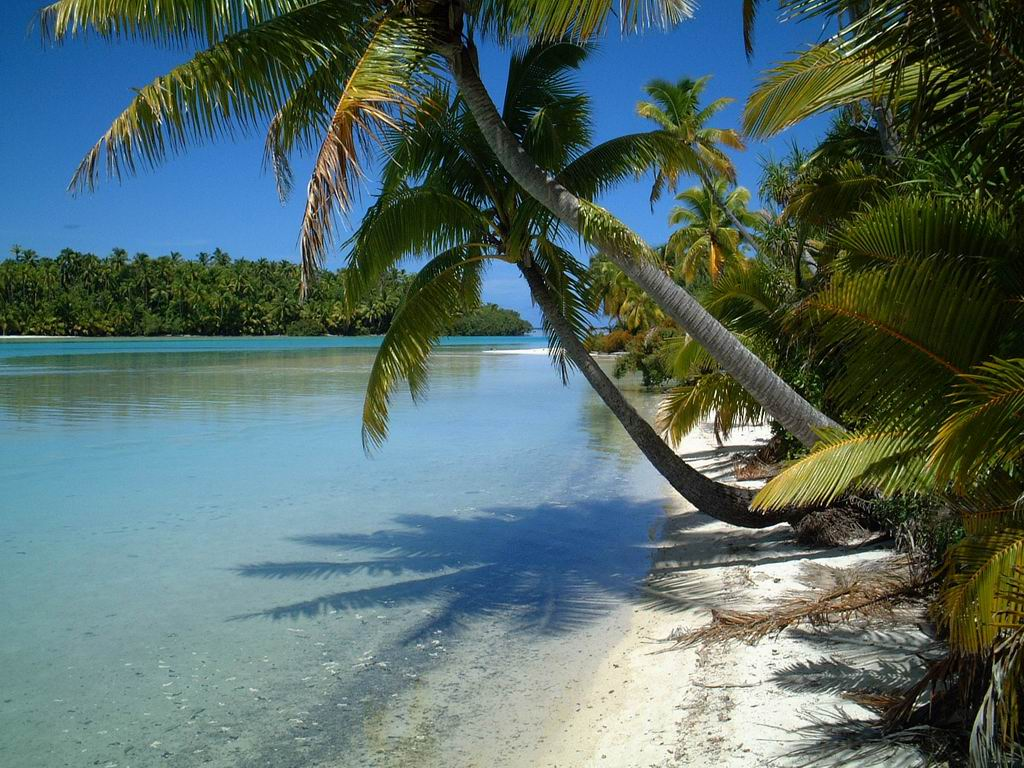
Tapuaetai (جزيرة قدم واحدة) في الجزء الجنوبي من أيتوتاكي أتول